# Никола Бјелајац
Никола Бјелајац (Бања Лука, 12. мај 1998) српски је пливач из Републике Српске и члан репрезентације Босне и Херцеговине чија специјалност је пливање слободним стилом. Члан је пливачког клуба „Олимп” из Бањалуке.

## Каријера
На међународној сцени Бјелајац је дебитовао у јуну 2016. на европском првенству за јуниоре у Мађарској где се такмичио у 4 дисциплине, а најбољи резултат је остварио у трци на 50 метара слободним стилом у којој је зазузео 34. место у квалификацијама са резултатом од 23,68 секунди.
На сениорским првенствима дебитовао је на светском првенству у Будимпешти 2017. где се такмичио у трци на 50 метара слободно коју је испливао у времену од 23,42 секунде, заузевши тако 64. место у конкуренцији 118 такмичара.